# Рајић (Бјеловар)
Рајић је насељено место у саставу града Бјеловара, у Бјеловарско-билогорској жупанији, Република Хрватска.

## Становништво
На попису становништва 2011. године, Рајић је имао 214 становника.

## Попис 1991.
На попису становништва 1991. године, насељено место Рајић је имало 284 становника, следећег националног састава:
| Попис 1991.‍ | Попис 1991.‍ | Попис 1991.‍ | Попис 1991.‍ | Попис 1991.‍ |
| ----------- | ----------- | ----------- | ----------- | ----------- |
|             |             |             |             |             |
| Хрвати      | Хрвати      |             | 237         | 83,45%      |
| Срби        | Срби        |             | 35          | 12,32%      |
| Југословени | Југословени |             | 10          | 3,52%       |
| Чеси        | Чеси        |             | 2           | 0,70%       |
| укупно: 284 |             |             |             |             |